# The Shapeshifting Detective
The Shapeshifting Detective — приключенческая игра, разработанная D'Avekki Studios и изданная Wales Interactive. Игрок расследует тайну убийства и допрашивает подозреваемых, которые отвечают через full-motion video. Игра вышла в 2018 году. Приквел Dark Nights with Poe and Munro вышла в 2020 году.

## Игровой процесс
Игроки управляют невидимым персонажем от первого лица по псевдонимом Сэм. Сэм — трансформер, который может выдать себя за кого угодно после встречи с ними. Сэм, которому поручено раскрыть убийство местной виолончелистки, допрашивает различных подозреваемых, включая гадалок, которые предсказали убийство. В каждом прохождении убийца выбирается случайно. Когда вариант диалогов с подозреваемыми заканчиваются, игроки могут выдать себя за них. Диалог Сэма, в отличие от других персонажей, не озвучен. При допросе подозреваемых выбор диалога выбирается из списка. Рискованные выборы отмечены, и игроки могут удалить их из списка, если они не хотят рисковать. Отката выбора не происходит.

## Разработка
Wales Interactive выпустила игру 6 ноября 2018 года на Windows, PlayStation 4, Switch и Xbox One. В феврале 2019 года игра вышла на iOS.

## Отзывы
На Metacritic игре получила смешанные отзывы . Adventure Gamers написал: «The Shapeshifting Detective — уникальная игра, которая обеспечивает твёрдую тайну с творческим поворотом к обычным средствам сбора информации» Gamereactor UK похвалил актёрскую игру, выборы диалогов и радиошоу, но чувствовал, что иногда трудно следовать сюжету без ошибок. GameRevolution написал: « Очарование и необычный сюжет The Shapeshifting Detective говорит, что не нужно быть детективом, чтобы понять, насколько приятна эта игра». Push Square сказал, что игра была сделана с любовью, но её причудливый игровой процесс слишком простой.  Критикуя интерактивность и темп игры, Nintendo World Report сказал, что The Shapeshifting Detective не реализовала свой потенциал.